# راچارد بوهوس
راچارد بوهوس (به انگلیسی: Richárd Bohus) (زادهٔ ۹ آوریل ۱۹۹۳) شناگر اهل مجارستان است.